# Solitary Rocks
Solitary Rocks är en kulle i Antarktis. Den ligger i Östantarktis. Nya Zeeland gör anspråk på området. Toppen på Solitary Rocks är 1 228 meter över havet.
Terrängen runt Solitary Rocks är varierad, och sluttar österut. Trakten är obefolkad. Det finns inga samhällen i närheten.